# 格莱斯采伦-格莱斯霍尔巴赫
格莱斯采伦-格莱斯霍尔巴赫是德国莱茵兰-普法尔茨州的一个市镇。总面积5.32平方公里，总人口754人，其中男性378人，女性376人（2011年12月31日），人口密度142人/平方公里。